# Họ Cá nâu
Họ Cá nâu (danh pháp khoa học: Scatophagidae) là một họ cá nhỏ, theo truyền thống xếp trong bộ Perciformes, nhưng gần đây được phân loại lại như là một họ ở vị trí không chắc chắn (incertae sedis) trong loạt Eupercaria.
Trong ấn bản lần 5 của Fishes of the World năm 2016, họ này cùng họ Siganidae được xếp trong liên họ Siganoidea của bộ Perciformes.
Các loài cá trong họ này là cá nhỏ bản địa Ấn Độ Dương và tây Thái Bình Dương từng phổ biến trong thương mại cá cảnh trong khoảng 30 năm gần đây. Mặc dù cá nâu non có thể sống trong môi trường nước ngọt nhưng phần lớn cá trưởng thành ưa thích môi trường nước lợ. Tuy nhiên, cá nâu châu Phi (Scatophagus tetracanthus) có thể sinh sống trong môi trường nước ngọt trong tự nhiên. Loài lớn nhất có thể dài tới 40 xentimét (16 in) và một số cá thể được biết là sống tới 20 năm trong điều kiện nuôi nhốt miễn là các điều kiện về môi trường nước phù hợp được cung cấp. Chúng là cá ăn xác chết, ăn tảo và phân, vì thế mà có tên khoa học của chúng, từ tiếng Hy Lạp skatos nghĩa là "phân" và phagein nghĩa là "ăn".

## Chi và loài
Bốn loài trong hai chi như sau:
- Scatophagus Cuvier, 1831
  - Scatophagus argus – cá nâu, cá nâu xanh, cá nâu hồng
  - Scatophagus tetracanthus (Lacépède, 1802) – cá nâu châu Phi.
- Selenotoca Myers, 1936
  - Selenotoca multifasciata (Richardson, 1846) – cá nâu bạc.
  - Selenotoca papuensis Fraser-Brunner, 1938 – cá nâu mặt trăng.

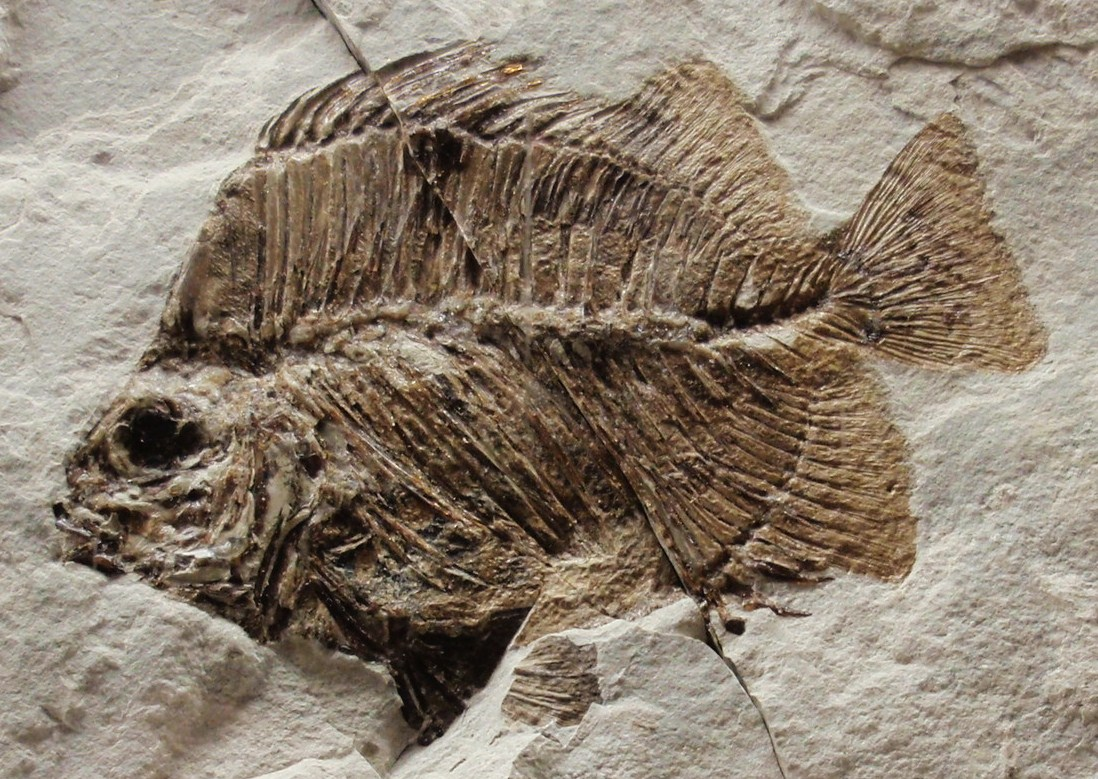
Hóa thạch của Scatophagus frontalis.